# Roquefort-la-Bédoule
Roquefort-la-Bédoule (Ròcafòrt e la Bedola, em occitano) é uma comuna francesa na região administrativa da Provença-Alpes-Costa Azul, no departamento de Bouches-du-Rhône. Estende-se por uma área de 31,15 km². Em 2010 a comuna tinha 5 968 habitantes (densidade: 191,6 hab./km²).